# Нова Загора
Нова Загора (буг. Нова Загора) град је у Републици Бугарској, у средишњем делу земље. Град је друго по важности градско насеље унутар Сливенске области и средиште западне трећине ове области.

## Географија
Град Нова Загора се налази у средишњем делу Бугарске. Од престонице Софије град је удаљен 265 km, а од обласног средишта, Сливена град је удаљен 30 km.
Област Нове Загоре представља најсевернији део историјске покрајине Тракија. Град се сместио у подгорини планинског система Балкана, чије се средишње било налази северно од града.
Клима у граду је измењено континентална са благим утицајем средоземне.

## Историја
Нова Загора је првобитно било насељено Трачанима. После тога овим подручјем владају стари Рим, Византија, средњовековна Бугарска, а затим је пала је подручје пало под власт Османлија. 1878. године град је постао део савремене бугарске државе.

## Становништво
По проценама из 2007. године град Нова Загора имао око 25.000 становника. Већина градског становништва су етнички Бугари (88%). Остатак чине мањински Роми и Турци. Последњих 20ак година град губи становништво због удаљености од главних токова развоја у земљи. Оживљавање привреде требало би зауставити негативни демографски тренд.
Претежна вероисповест становништва је православна, а мањинска ислам.

## Партнерски градови
- Тараклија